# Rhabditis (Oscheius) pseudodolichura
Rhabditis (Oscheius) pseudodolichura is een rondwormensoort uit de familie van de Rhabditidae.